# جون كولتر (كاتب مسرحي)
جون كولتر هو كاتب مسرحي كندي، ولد في 12 فبراير 1888، وتوفي في 1 ديسمبر 1980.

## وصلات خارجية
- جون كولتر على موقع IMDb (الإنجليزية)
- جون كولتر على موقع الموسوعة البريطانية (الإنجليزية)